# Coming Over (bài hát của EXO)
"Coming Over" là album đĩa đơn tiếng Nhật thứ hai của nhóm nhạc nam Hàn Quốc EXO. Nó được phát hành vào ngày 7 tháng 12 năm 2016 bởi Avex Trax tại Nhật Bản. Tại Hàn Quốc, đĩa đơn được phát hành vào ngày 4 tháng 1 năm 2017. Đĩa đơn có sáu bài hát, bao gồm ba bài hát trước đó. Đĩa đơn được phát hành lại vào ngày 31 tháng 1 năm 2018 cùng với album phòng thu tiếng Nhật đầu tiên COUNTDOWN của EXO.

## Bối cảnh và phát hành
Ngày 7 tháng 9, thông báo qua một video rằng họ sẽ phát hành đĩa đơn tiếng Nhật thứ hai có tựa đề "Coming Over" gồm ba bản nhạc gốc của Nhật Bản vào tháng 12. Vào ngày 7 tháng 10, toàn bộ bài hát đã được phát hành tại Nhật Bản thông qua ứng dụng AWA, một dịch vụ phát trực tuyến nổi tiếng của Nhật Bản và đã được phát hơn 100.000 lần trong 12 giờ trước khi sự kiện quảng cáo kết thúc. Một phiên bản ngắn của video âm nhạc cho "Coming Over" đã được phát hành vào ngày 18 tháng 11. Đĩa đơn được phát hành chính thức vào ngày 7 tháng 12.

## Trình diễn trực tiếp
EXO bắt đầu biểu diễn "Coming Over" trong buổi hào nhạc tại Exo Planet 3 – The Exo'rdium ở Tokyo và Osaka.
Nhóm cũng biểu diễn "Coming Over" trong buổi hào nhạc a-nation vào ngày 26 tháng 8 năm 2017.

## Hiệu suất thương mại
"Coming Over" đã bán được hơn 150.000 bản trong tuần đầu tiên phát hành, khiến EXO trở thành nghệ sĩ quốc tế đầu tiên có hai album đĩa đơn tiếng Nhật liên tiếp với doanh số tuần đầu tiên hơn 100.000 bản. Đĩa đơn được xếp ở vị trí thứ 41 trên bảng xếp hạng đĩa đơn cuối năm 2016 của Oricon, vị trí cao nhất trong số các bài hát của các nghệ sĩ Hàn Quốc.

## Danh sách bài hát
| STT              | Nhan đề                    | Phổ lời                  | Phổ nhạc                                                     | Thời lượng |
| ---------------- | -------------------------- | ------------------------ | ------------------------------------------------------------ | ---------- |
| 1.               | "Coming Over"              | Amon Hayashi (Digz Inc.) | Andreas Öberg, Darren Smith, Drew Ryan Scott, Sean Alexander | 3:21       |
| 2.               | "Tactix"                   | Kamikaoru (カミカオル)   | Hanif Sabzevari, Daniel Kim                                  | 3:43       |
| 3.               | "Run This"                 | Amon Hayashi (Digz Inc.) | Mark Alvin Thompson, David Anthony Eames                     | 3:23       |
| 4.               | "Coming Over" (Less Vocal) |                          | Andreas Öberg, Darren Smith, Drew Ryan Scott, Sean Alexander | 3:21       |
| 5.               | "Tactix" (Less Vocal)      |                          | Hanif Sabzevari, Daniel Kim                                  | 3:43       |
| 6.               | "Run This" (Less Vocal)    |                          | Mark Alvin Thompson, David Anthony Eames                     | 3:23       |
| Tổng thời lượng: | Tổng thời lượng:           | Tổng thời lượng:         | Tổng thời lượng:                                             | 20:54      |

## Bảng xếp hạng
| Bảng xếp hạng (2016)      | Thứ hạng cao nhất |
| ------------------------- | ----------------- |
| Nhật Bản (Oricon)         | 2                 |
| Japan Hot 100 (Billboard) | 3                 |
| Hàn Quốc (Gaon)           | 15                |

| Bảng xếp hạng (2016) | Thứ hạng cao nhất |
| -------------------- | ----------------- |
| Japan (Oricon)       | 5                 |

| Bảng xếp hạng (2016) | Thứ hạng cao nhất |
| -------------------- | ----------------- |
| Japan (Oricon)       | 41                |

## Doanh số
| Lãnh thổ          | Doanh số |
| ----------------- | -------- |
| Nhật Bản (Oricon) | 157,499  |
| Hàn Quốc (Gaon)   | 10,000   |

## Lịch sử phát hành
| Lãnh thổ | Ngày                     | Định dạng                      | Hãng đĩa         |
| -------- | ------------------------ | ------------------------------ | ---------------- |
| Nhật Bản | Ngày 7 tháng 12 năm 2016 | CD, Tải kỹ thuật số, streaming | Avex Trax        |
| Toàn cầu | Ngày 7 tháng 12 năm 2016 | Tải kỹ thuật số, streaming     | Avex Trax        |
| Hàn Quốc | Ngày 4 tháng 1 năm 2017  | Tải kỹ thuật số, streaming     | SM Entertainment |